# Поронгуруп (национальный парк)
У этого топонима существуют и другие значения: см. Поронгуруп (Западная Австралия).
Поронгуруп (англ. Porongurup National Park) — национальный парк в регионе Великий Южный штата Западная Австралия (Австралия).

## Описание
Парк был основан в 1971 году, его площадь тогда была определена в 11,57 км². Он был создан для охраны одноимённого горного хребта, небольшого, но очень древнего: его возраст оценивается в 1,2 миллиарда лет (докембрий). Парк имеет условно овальную форму, вытянут с запада на восток примерно на 12,5 км, его максимальная ширина около 3 километров, нынешняя площадь 25,11 км². Высшая точка хребта и парка — пик Салазки Дьявола (англ. Devils Slide), высотой 670 метров. В меловом и палеогеновом периодах Поронгуруп являлся островом, так как в то время здесь был океан. Ближайший город, откуда отправляются все экскурсии в парк, — Маунт-Баркер (ок. 2800 жителей), расположенный в 14 километрах (по прямой) к западу от границ парка. Примерно в одном километре к северу от парка Поронгуруп расположена одноимённая деревня с населением около 400 человек.
В парке во множестве произрастают деревья эвкалипт разноцветный, эвкалипт окаймляющий, Kingia, Corymbia calophylla, кустарник Acacia leioderma. Обитает редкая птица вида крикливая кустарниковая птица, встречаются кенгуру.
11 февраля 2007 года в парке начался лесной пожар. Несмотря на активные действия, за трое суток он уничтожил около 95 % парка.
- Хребет Поронгуруп
- «Небесный мост» Замковой скалы[англ.]
- Скала Гибралтар[англ.]
- «Балансирующая скала»
- Лесная тропа
- Лесной пожар в парке в феврале 2007 года